# Municipalità di Latrobe
La municipalità di Latrobe è una delle 29 local government areas che si trovano in Tasmania, in Australia. Essa si estende su di una superficie di 550 chilometri quadrati ed ha una popolazione di 8.888 abitanti. La sede del consiglio si trova a Latrobe.